# Cnicus medius
Cnicus medius là một loài thực vật có hoa trong họ Cúc. Loài này được Knock. mô tả khoa học đầu tiên năm 1823.